# Aluminiumelektrolyt
Ein Aluminiumelektrolyt ist ein Elektrolyttyp der Galvanotechnik.

## Abscheidemöglichkeiten
Wegen des Normalpotentials des Aluminiums (−1,64 V gegen Normalwasserstoffelektrode) ist eine galvanische Abscheidung aus wässrigen Medien nicht möglich. Es gibt aber folgende Abscheidemöglichkeiten:
- Aluminiumsalze in organischen Lösungsmitteln
- Schmelzflusselektrolyse von Aluminiumkomplexen (hier kann auch die Abscheidung aus ionischen Flüssigkeiten dazu zählen)
- Aluminiumorganische Komplexelektrolyte in organischen Lösungsmitteln

### Abscheidung aus aluminiumorganischen Verbindungen
Aluminiumelektrolyte sind bis heute (Stand 2000) die einzig kommerziell genutzten Elektrolyte, die in aprotischen Medien auf der Basis von metallorganischen Verbindungen funktionieren. Versuche, andere unedle Metalle aus Metallorganoverbindungen galvanisch abzuscheiden, sind nur teilweise erfolgreich.
Maßgeblich für die galvanische Aluminiumabscheidung auf Basis von aluminiumorganischen Verbindungen waren die Arbeiten von Karl Ziegler und H. Lehmkuhl 1954 in Mülheim an der Ruhr. Durch dieses Verfahren werden Überhitzungen kaltverfestigter Bereiche, wie sie bei PVD-Verfahren oder Beschichtungen mit Keramik-Aluminium-Einbrennlacken vorkommen können, vermieden. Da in nichtwässrigen Medien gearbeitet wird, wurde keine Wasserstoffversprödung beobachtet. Nachteilig ist jedoch die geringe Streufähigkeit dieser Aluminiumelektrolyten, die bei komplex geformten Werkstücken zu ungenügenden Beschichtungen führen kann.
Die aus dem Elektrolyt abgeschiedenen Schichten sind vergleichbar mit galvanischen Cadmiumschichten. Die Grundmaterialien werden durch Abbau der Aluminiumschicht geschützt (Chlorid-Ionen sind aber offenbar zum Aufheben der Passivierung des Aluminiums notwendig). Die Korrosionsbeständigkeit wird aber auch durch den Grundwerkstoff bestimmt.
Eine Eloxierung genügend dicker Aluminiumschichten ist möglich.
Dieses Verfahren wurde von der Siemens AG 1973 patentrechtlich als Sigal®-Verfahren gesichert. Aktiv auf dem Gebiet der galvanischen Aluminiumabscheidung auf Basis von aluminiumorganischen Verbindungen sind z. B. die Firmen Messerschmitt-Bölkow-Blohm GmbH MBB, Rasant Alcotec und Aluminal Oberflächentechnik GmbH.

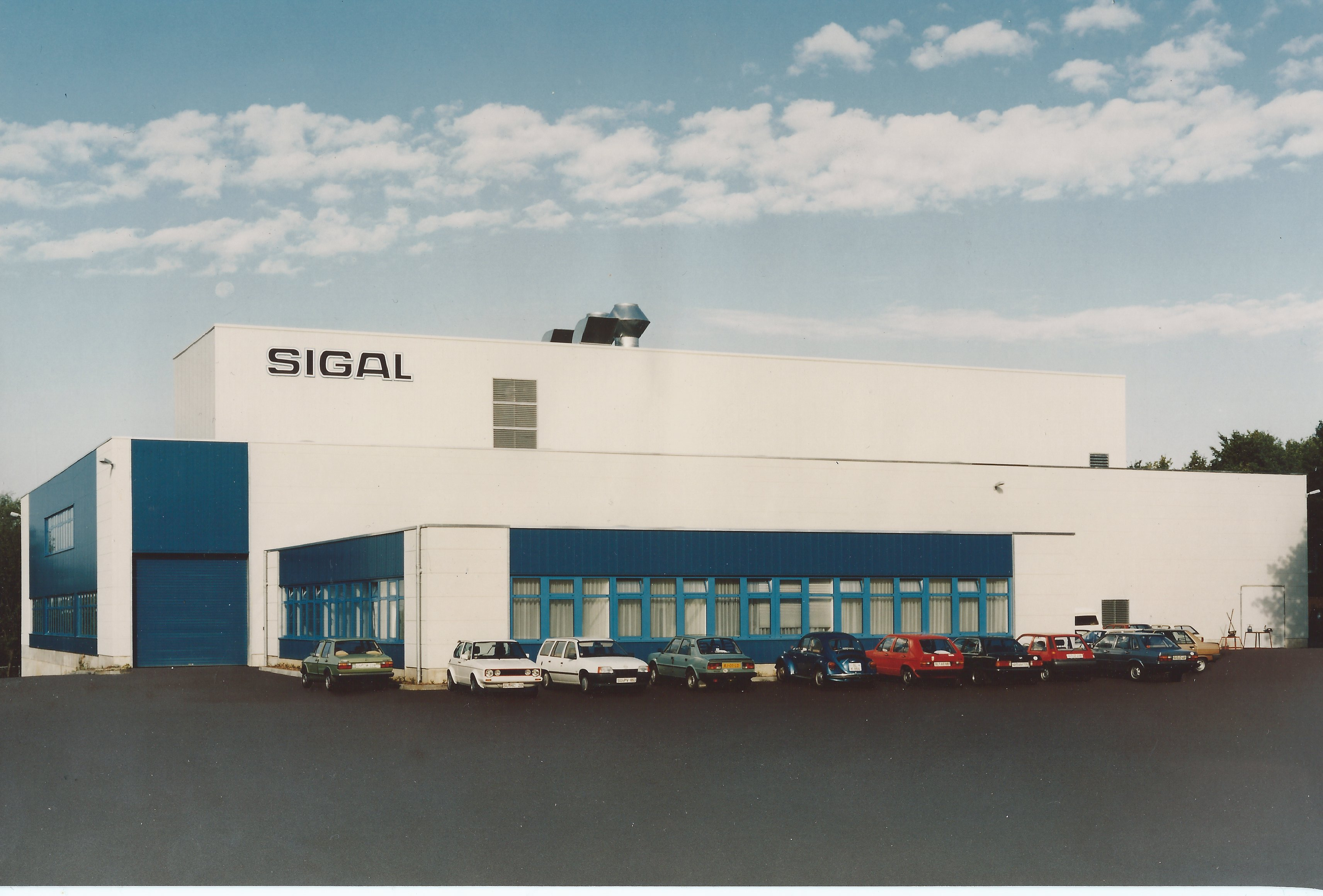
SIGAL-Entwicklungsfabrik in Bergisch Gladbach, erbaut 1984

Um den kathodischen Schutz zu verbessern, wird ein Elektrolyt auf Basis Diethylzink/Triethylaluminium/Natriumfluorid in Toluol vorgeschlagen (Patentanmeldung). Nachteilig ist die bisher geringe Lebensdauer des Elektrolyten.